# Oligoclada borrori
Oligoclada borrori – gatunek ważki z rodziny ważkowatych (Libellulidae). Występuje na terenie Ameryki Południowej.